# Crivitz
Crivitz é uma cidade da Alemanha localizada no distrito de Ludwigslust-Parchim, estado de Mecklemburgo-Pomerânia Ocidental.
É membro e sede do Amt de Crivitz.